# Моронг
Моронг (пол. Morąg, нем. Mohrungen) — город на севере Польши в Варминьско-Мазурском воеводстве (Острудский повят) между городами Ольштыном и Эльблонгом, в 55 км от границы с Калининградской областью России (90 км от Калининграда), административный центр одноимённой гмины.
В 1975—1998 годах входил в Ольштынское воеводство. Площадь — 611 га. Население — 13 994 человек (на 2018 год).
В мае 2010 года в городе была размещена американская военная база — батарея ракет Пэтриот.

## География
Город расположен в западной части Варминьско-Мазурского воеводства, в исторической области Погезания, в бывшей Верхней Пруссии (нем. Oberland) в 44 километрах от столицы воеводства — Ольштына.
В 13 километрах от Моронга проходит автомагистраль E77 — важная трансъевропейская дорога, ведущая из России через Эстонию, Литву, Латвию, Польшу и Словакию в Венгрию. Кроме того, через Моронг проходит железная дорога из Ольштына в Эльблонг и начинается железнодорожная отвилка на Оструду.
Город окружён холмистой местностью с сельскохозяйственными площадями, участками леса и озёрами. Рядом с городом расположено озеро Скертонг (пол. Skiertąg, нем. Scherting See).

## История
Точной даты возникновения Моронга невозможно определить.
Историки склонны относить её к концу XIII века. Проблемы появляются тоже при определении происхождения названия города. Имеются гипотезы, что оно возникло от прусского названия озера Маврин, Маурин или Морин, однако не сохранилось никаких документов о присвоении городских прав, поэтому нельзя определить бесспорно, когда Моронг получил городские права. Предполагается, что это случилось около 1327 года.
В 1414 году во время войны между поляками и тевтонскими рыцарями город был полностью сожжён. Подобное случилось и в 1697 году. Деревянные постройки города крытые соломой горели ещё несколько раз. Город не избежал холеры в 1427 году и эпидемии чумы в начале XVII века. Тевтонско-польские, шведские войны, наполеоновская кампания (25 января 1807 года состоялась битва под Моронгом наполеоновской армии под командованием маршала Франции Бернадота, будущего шведского короля, и проигравшей сражение российской армией, в ходе которой погиб русский генерал Роман Анреп), во время которых жители города переходили в течение нескольких дней под власть французской, русской и прусской армий, а также уничтожающие город военные события в 1945 году пополняют драматические страницы истории города.
В 1577 году случился сильный ливень с градобитием, землетрясение было в 1818 году, часты были ураганы и метели. Но Моронг каждый раз возрождался.

## Достопримечательности
В реестр охраняемых памятников Варминьско-Мазурского воеводства занесены:
- Городская планировка старого города
- Кладбищенская часовня 2 половины XVII в., 1 половины XIX в. на бывшем лютеранском кладбище
- Иудейское кладбище 1 половины XIX в.
- Городской парк начала XX в.
- Старый замок рыцарей Тевтонского ордена конца XIII в., XIX—XX в.
- Остатки старых городских укреплений 1 половины XIV века
- Католическая церковь святых Петра и Павла, фундамент и часть первого этажа — XIV века.
- Готическая ратуша XV в., конца XVII в., сильно повреждённая от бомбёжек Второй мировой войны.
- Дворец Дона XVII—XVIII вв.
- Дом 1910 г. по ул. Цветочной, 1
- Дома по ул.11 Ноября, 5, 17
- Дома по ул.3 Мая, 4, 9
- Дома по ул. Осинского, 1, 8, 9, 10
- Дом XVIII в. по ул. Реймонта, 6
- Дом 1 половины XIX в. по ул. Самуловского, 10
- Дома по ул. Замковой, 6, 16
- Городская таможня середины XIX в. по ул. Жеромского, 18
- Водонапорная башня 1906 г.

## Галерея

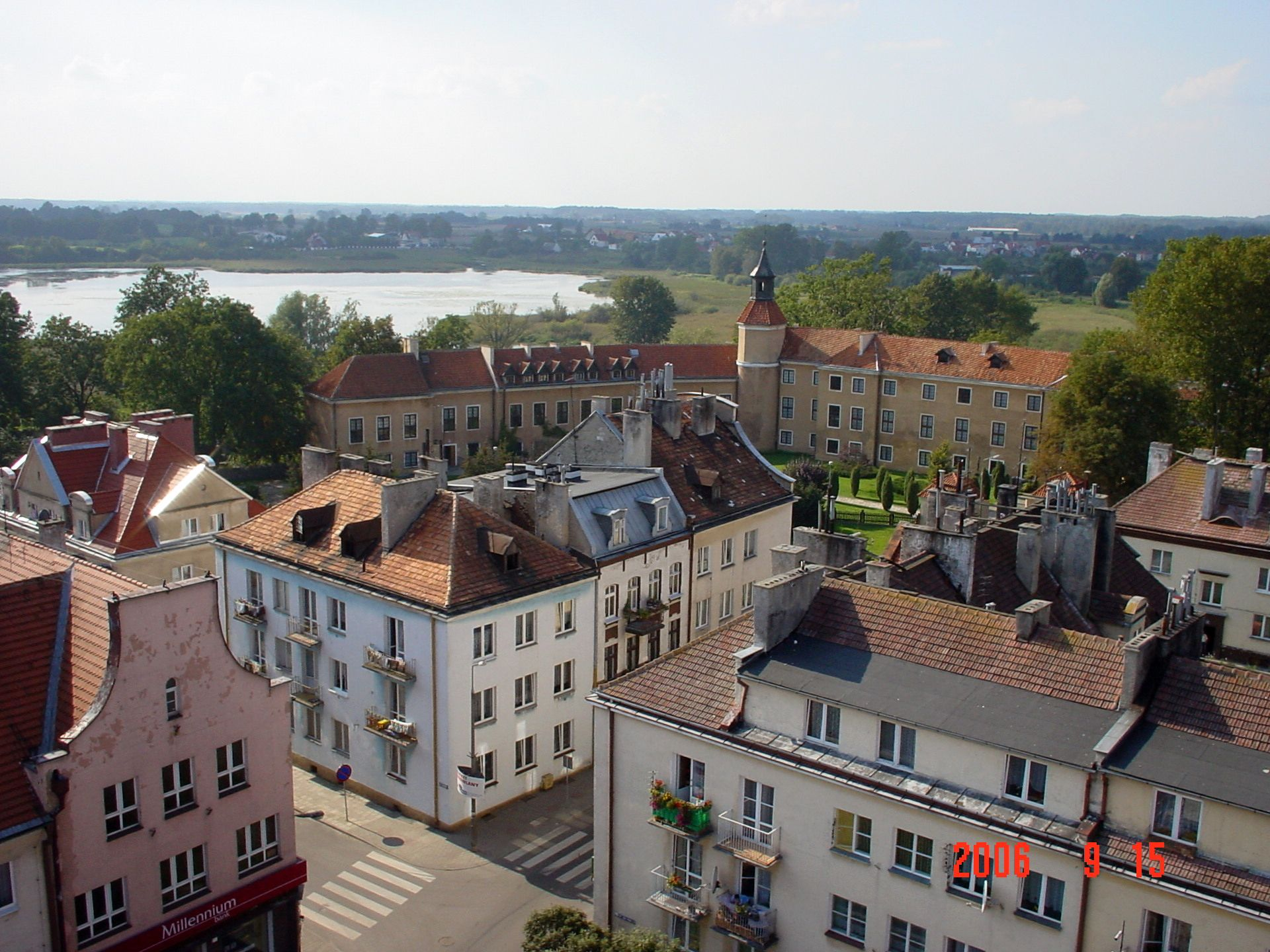
Вид на город
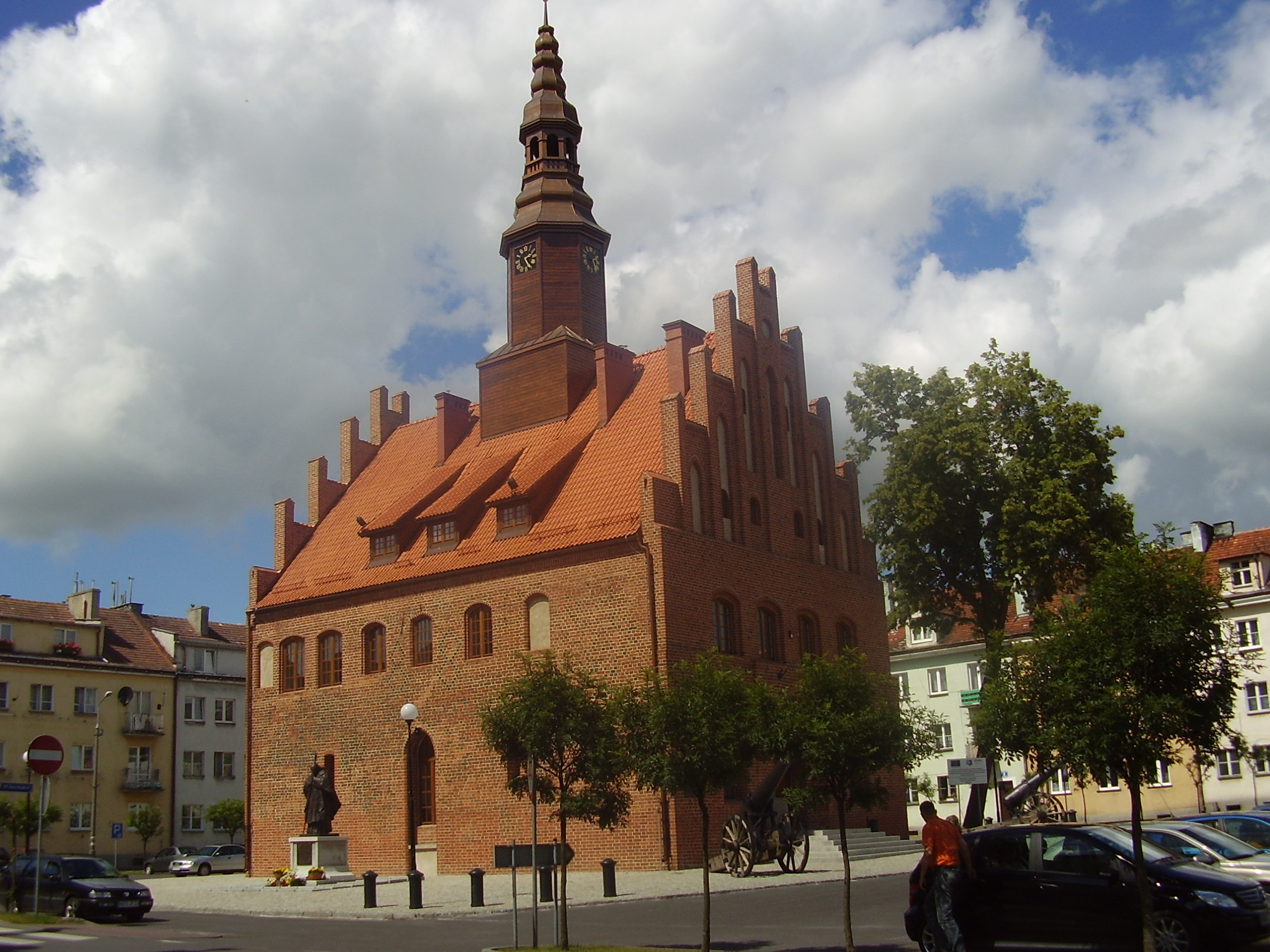
Старая ратуша
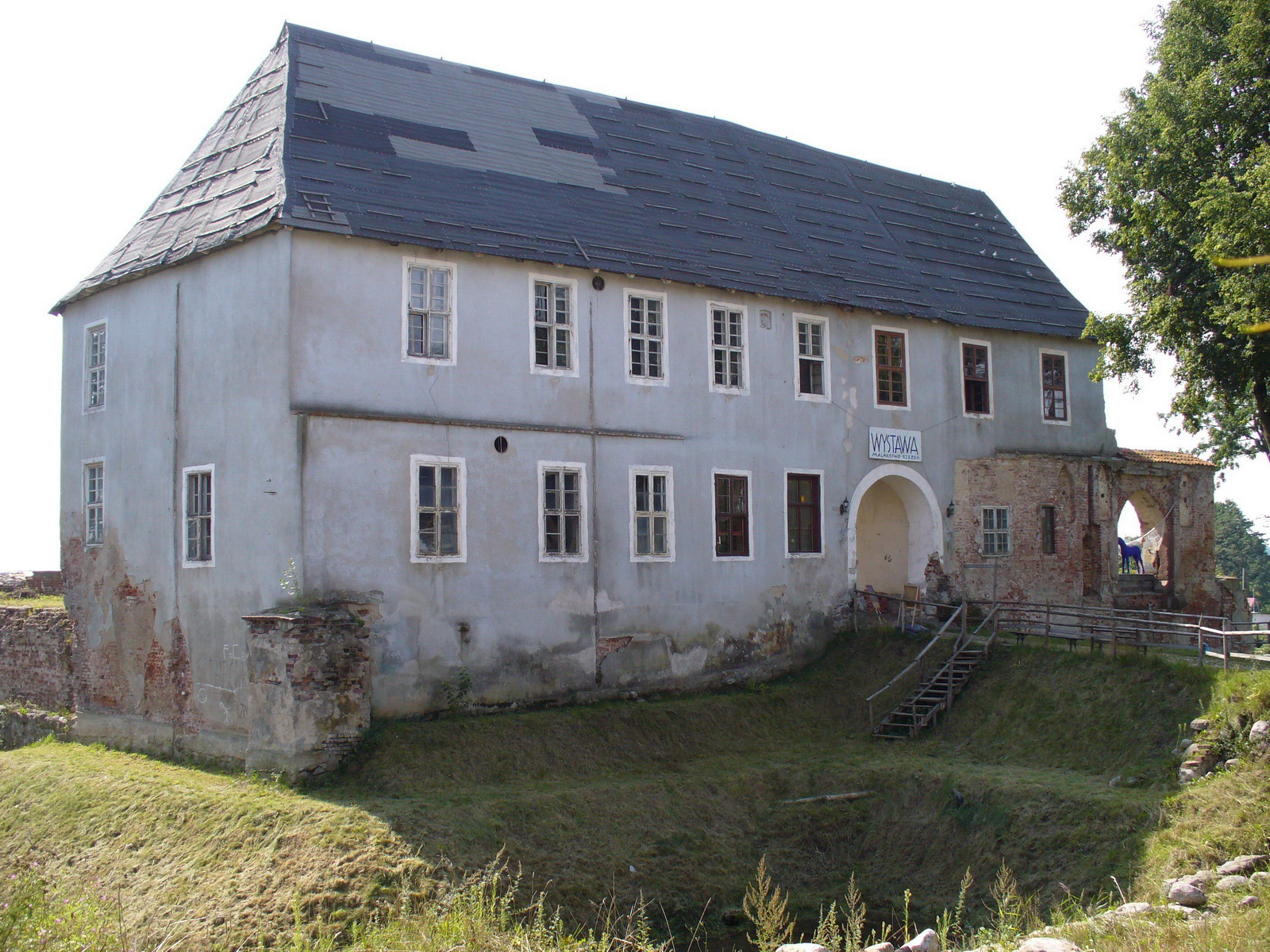
Überreste der Ordensburg Mohrungen (14. Jh.)
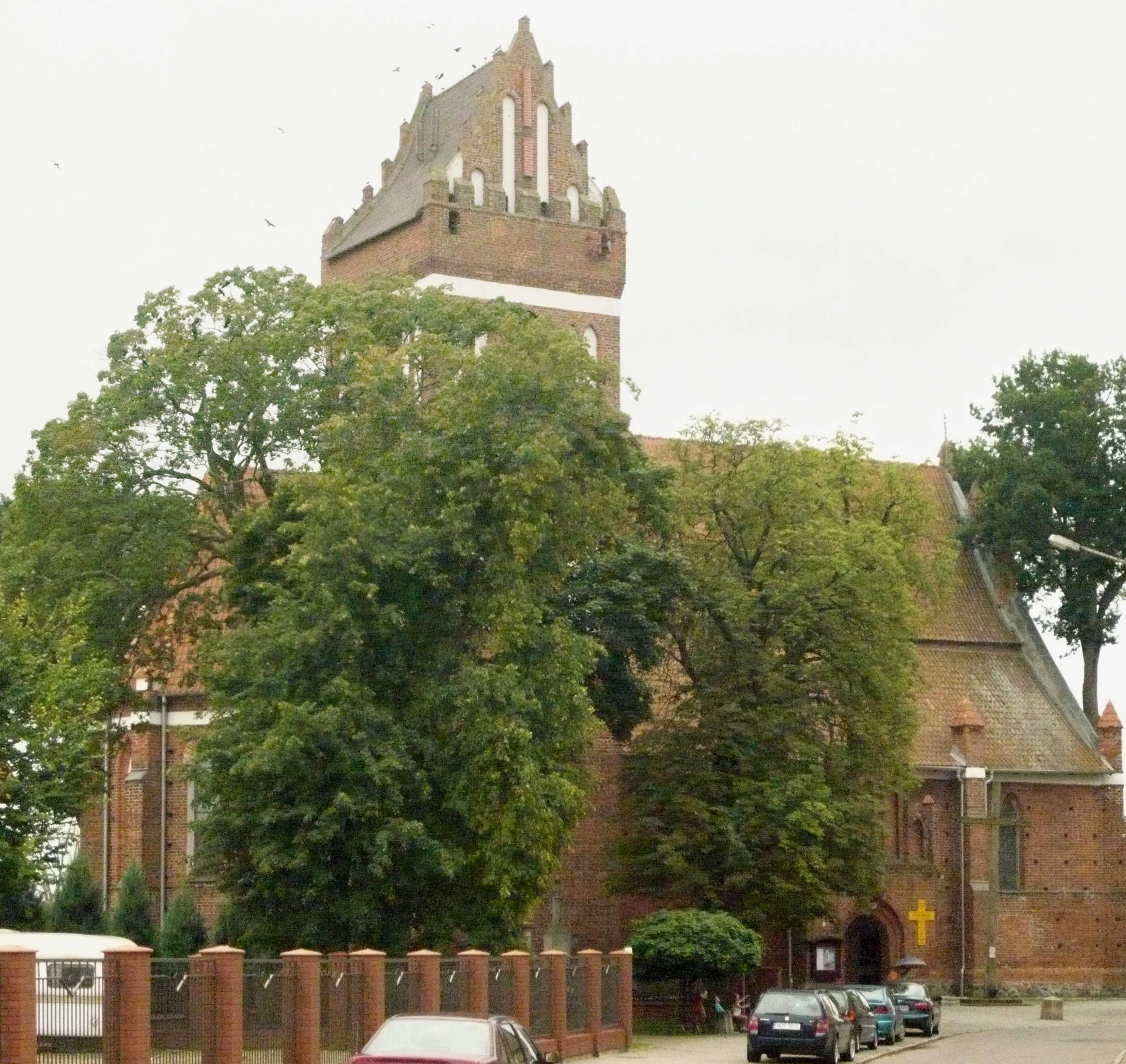
Pfarrkirche St. Peter und Paul (bis 1945 evangelisch)
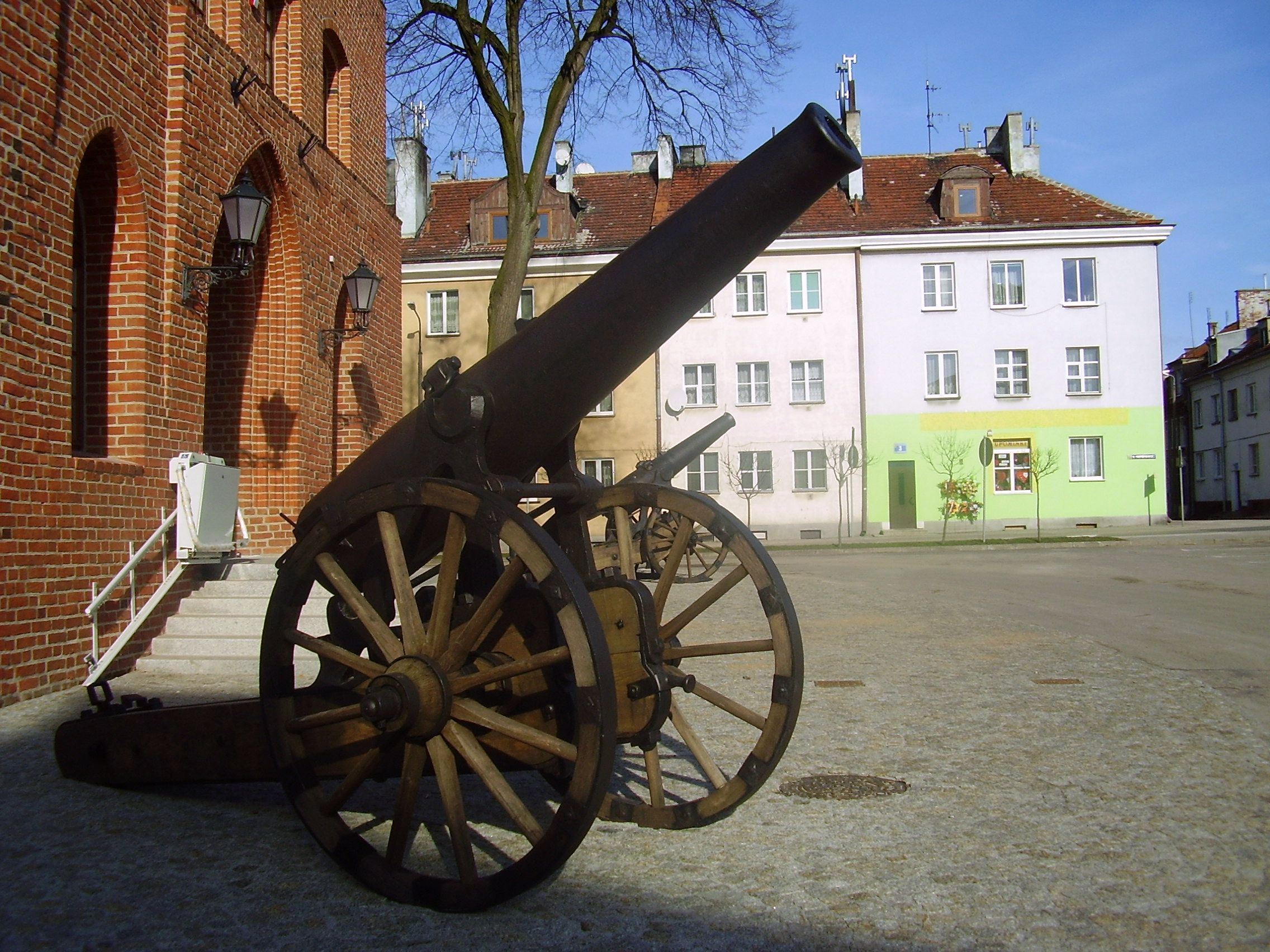
Rathausplatz mit einem erbeuteten Geschütz aus dem Krieg 1870/71
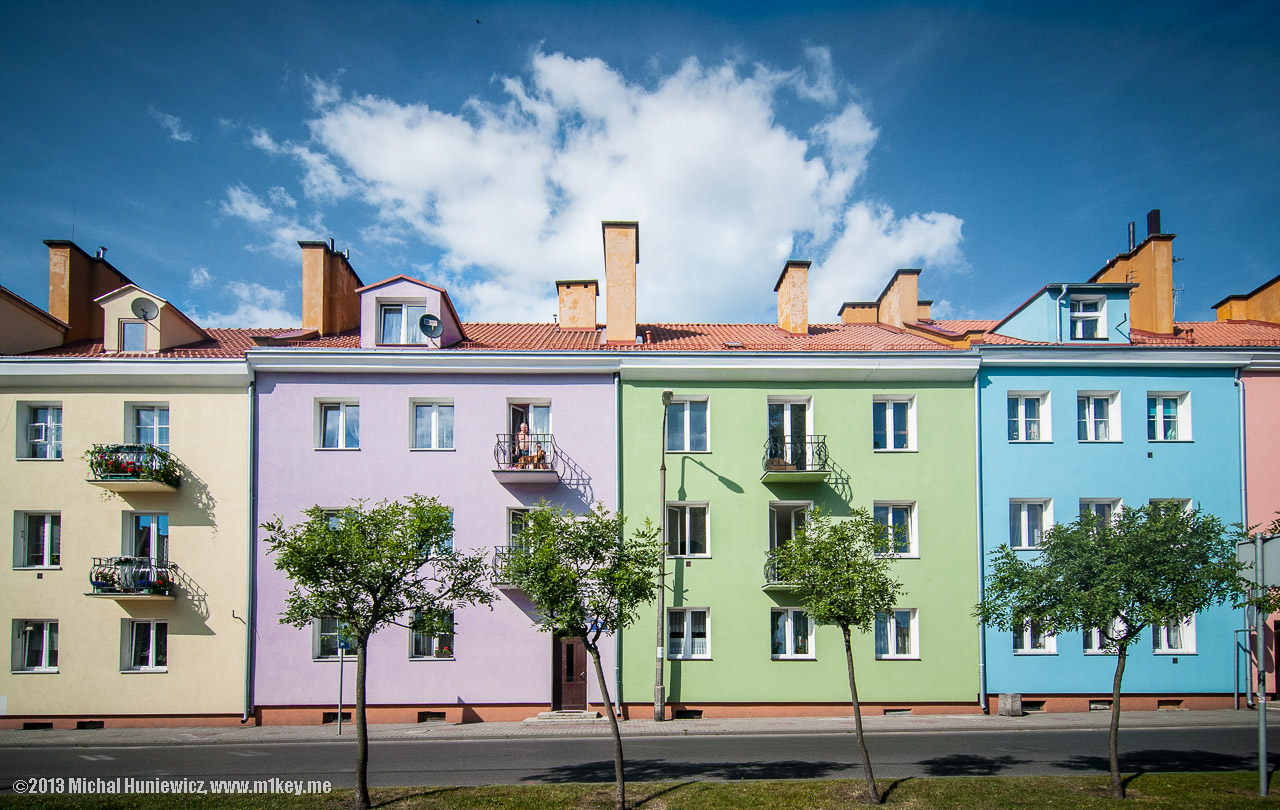
Wohnhäuser
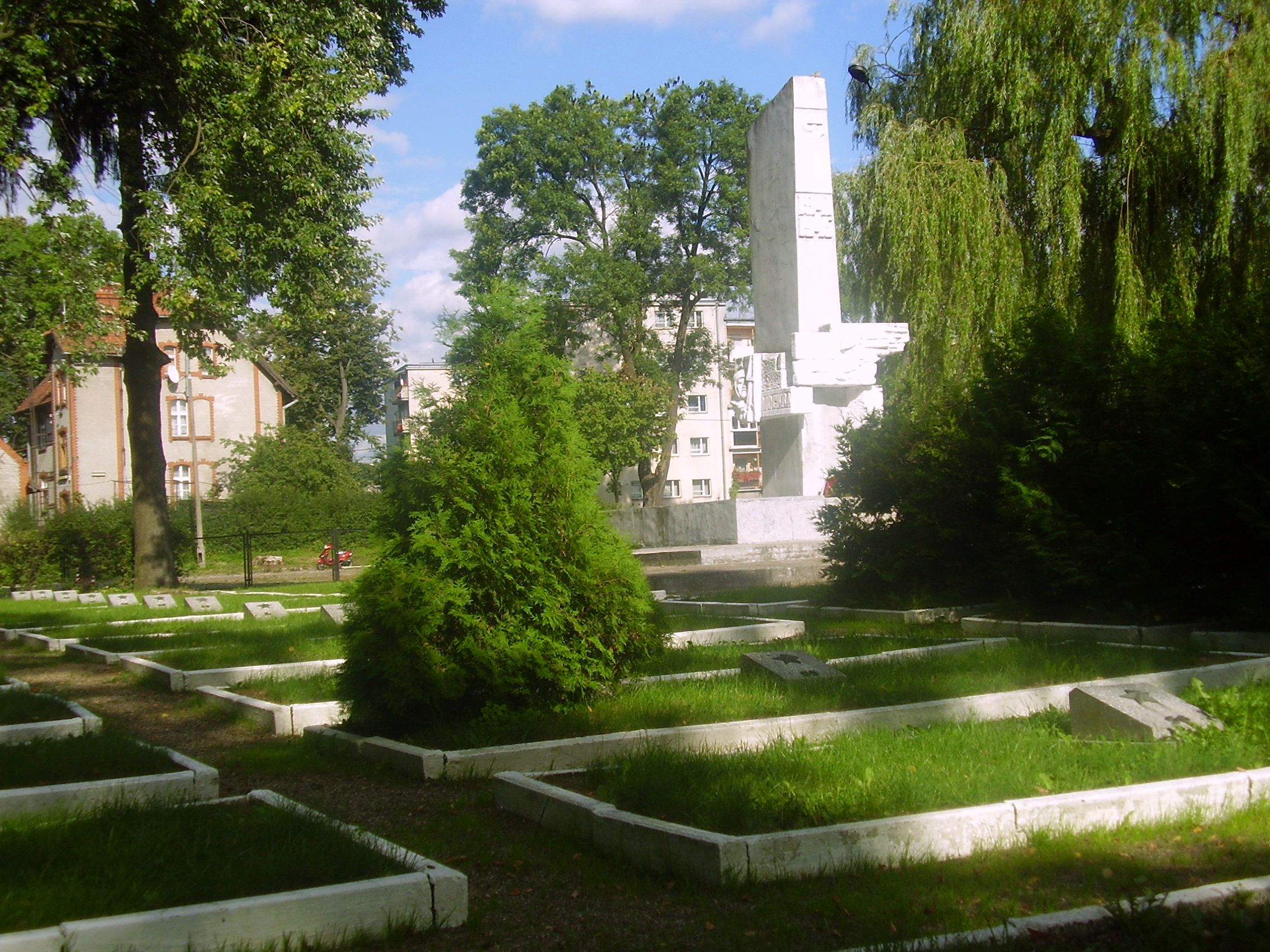
Мемориал советских воинов в Моронге
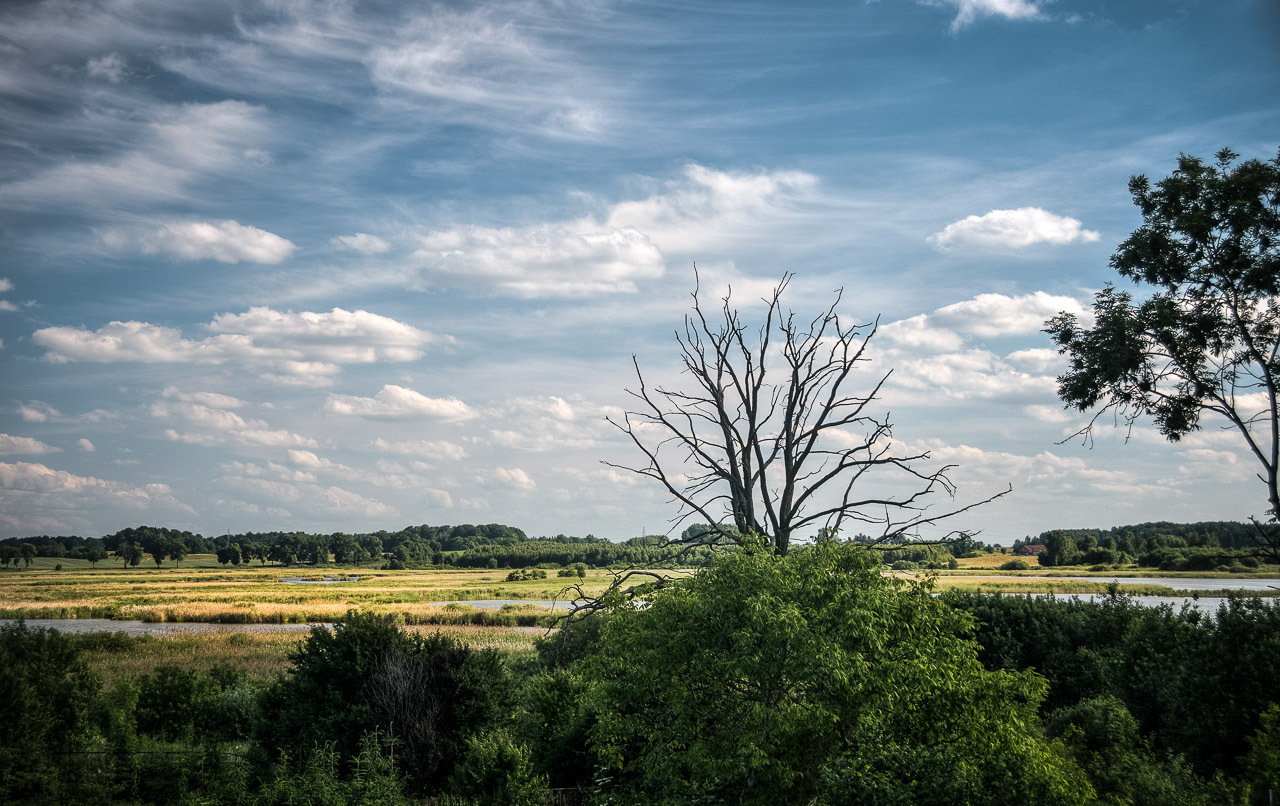
Rozlewisko Morąskie (Mohrungsee)
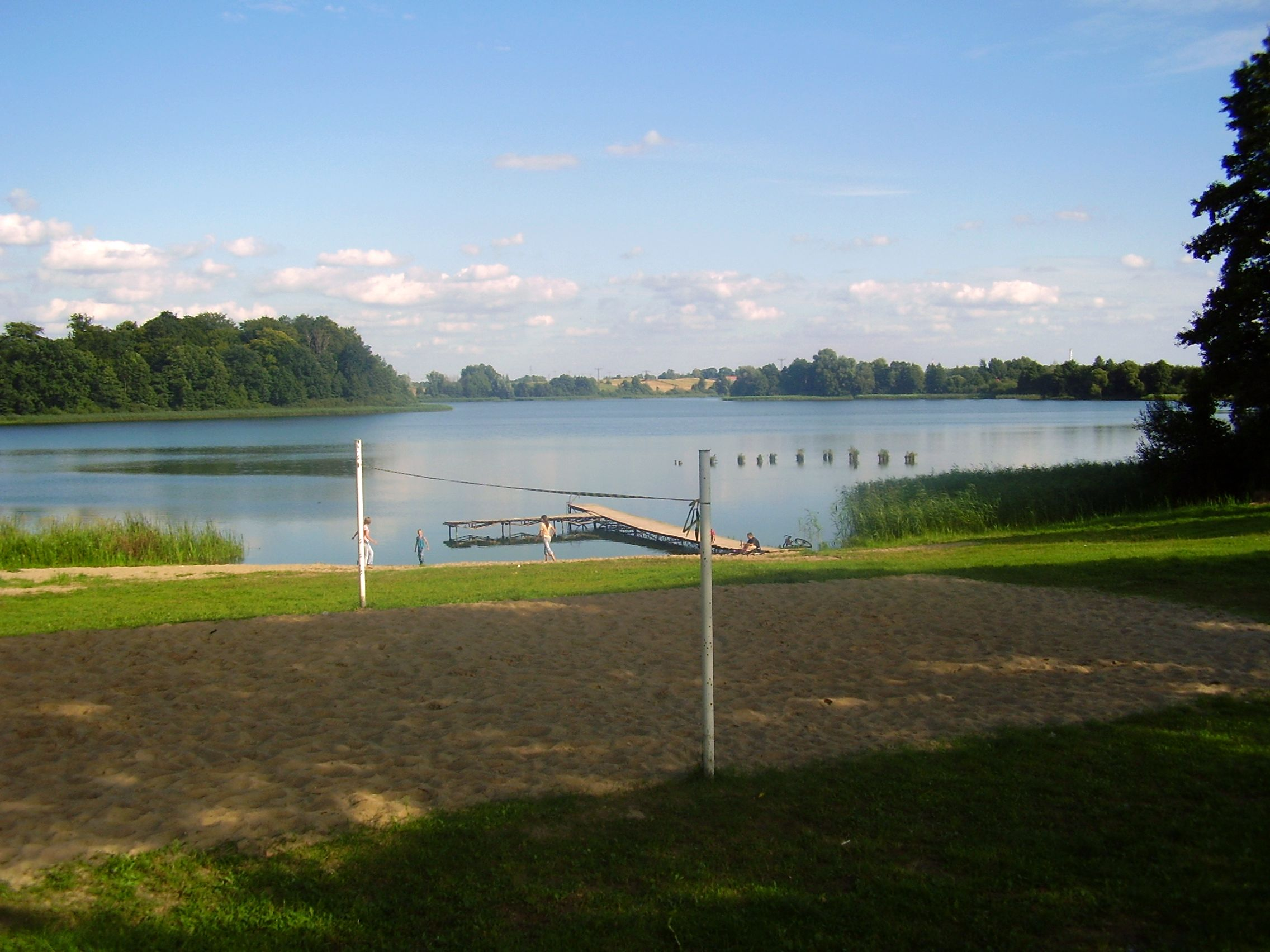
Schertingsee

## Известные личности города
- Иоган Готфрид Гердер — выдающийся немецкий историк культуры, критик, поэт
- Абрахам Калов — известный немецкий математик, философ и теолог
- Збигнев Ненацкий — польский писатель
- Елизавета фон Тадден — немецкая учительница, участница движения Сопротивления
- Бернд Хайне — немецкий лингвист и африканист

## Рост населения
| Рост населения с 1740 года |      |      |      |      |      |      |      |      |      |       |       |
| 1769                       | 1782 | 1820 | 1880 | 1885 | 1890 | 1900 | 1910 | 1925 | 1933 | 2003  | 2008  |
| 1067                       | 1753 | 2108 | 3742 | 3879 | 3780 | 4025 | 4147 | 4934 | 5414 | 14570 | 14239 |